# H. S. Doreswamy
Harohalli Srinivasaiah Doreswamy (Herohalli, Raj británico, 10 de abril de 1918-Bengaluru, Karnataka, 26 de mayo de 2021) fue un activista y periodista indio. Fue miembro del movimiento de independencia de la India, y llegó a ser centenario en abril de 2018. Dirigió la editorial de publicación Sahitya Mandira y el diario nacionalista indio Pauravani durante el Raj británico y el periodo después. El historiador Ramachandra Guha lo describió como la "conciencia del estado (Karnataka)" debido a su activismo.

## Primeros años y educación
Nació en el pueblo de Herohalli, en el anterior Reino de Mysore, un estado principado del Imperio indio británico. fue cuidado por su abuelo Shamanna después de que sus padres fallecieron cuando tenía cinco años. Tenía un hermano mayor Seetharam quién más tarde llegaría a ser el alcalde de Bangalore en la India independiente. Su abuelo era un shanubhog (contable del pueblo) y un miembro nominado de la asamblea representativa. Doreswamy completó su educación primaria en su pueblo y entonces fue a Bangalore para completar su educación superior. Fue matriculado en el Instituto del Gobierno Intermedio de Bangalore para su educación secundaria y después se graduó con un bachiller en ciencias en la Universidad Central de Bangalore.

## Movimiento de independencia
Después de acabar su educación en junio de 1942, empezó a enseñar matemática y física en un instituto en Bangalore. En agosto, cuando el Movimiento de Dejar la India había empezado, llegó a estar implicado en instalar bombas de tiempo en pequeñas escalas dentro de paquetes de correo y habitaciones de registros para quemar los documentos oficiales como un método adoptado para interrumpir el funcionamiento del Raj británico. Él junto a algunos asociados también llegaron a estar implicados en organizar protestas y huelgas generales en el Estado de Mysore. Colaboró con N. D. Shankar, un luchador de libertad y dirigente de la unión comunista en organizar una huelga general por 14 días en tres molinos textiles, concretamente Raja, Minerva y Binny Mills, el cual vio la participación de 8000 trabajadores. Posteriormente, hubo huelgas en varias fábricas y molinos a través de la región sobre los siguientes 3 a 30 días. También formó asociaciones con A. G. Ramachandra Rao Y Sardar Venkataramaiah quienes estaban bajo tierra todo el tiempo.
En 1943, uno de sus proveedores de bomba, concretamente Ramachandra fue capturado por la policía con bombas de tiempo en su posesión y nombró a Doreswamy como su contacto. Por lo tanto, fue arrestado y puesto bajo detención indefinida en la prisión Central de Bangalore. Declaró que durante su detención contactó a su proveedor y lo animó para confesar de ser el único responsable de bombardear paquetes de correo, de modo que uno de ellos pudiera ser liberado y continuara la operación. A pesar de los esfuerzos, las autoridades lo retuvieron en custodia y le negaron una oportunidad para un juicio. La prisión en ese tiempo solía ser para mantener a los prisioneros políticos, incluyendo a su hermano, H. S. Seetharam. Describió que la prisión había sido convertida en un sitio de aprendizaje, donde estudiaba y jugó voleibol con otros prisioneros. Aprendió hablar Tamil e hindi de otros activistas del movimiento de la independencia durante este tiempo. El 26 de enero de 1944, los prisioneros incluido él, fueron golpeados por los guardias, fueron confinados en sus celdas y se les negó la comida por celebrar la declaración de Purna Swaraj. Fue liberado en el verano de 1944 después de pasar 14 meses en prisión, en el momento en que el gobierno liberaba a los prisioneros políticos.
Después de su liberación de la prisión, Doreswamy estableció una casa de publicación y tienda de libro por el nombre de Sahitya Mandira en Bangalore. Aunque más tarde se mudó a Mysore por la petición de un amigo moribundo de encargarse de la operación de su periódico, Pauravani, el cuál se quedaba sin tiempo. En 1947, durante la integración Política de India, el Maharaja de Mysore fue reticente a acceder a la Unión india, lo cual resultó en el movimiento "Mysore Chalo" para presionar al maharaja a acceder. Debido al movimiento, dirigentes del congreso fueron arrestados y la libertad de prensa fue frenada por el Reino de Mysore. Doreswamy, entre otros periodistas fueron notificados que tendrían que continuar publicando sus diarios desde ubicaciones no reveladas. El Pauravani, el cual operaba como un diario nacionalista indio era publicado desde la ciudad de Hindupur, Madras situado en la frontera del Reino de Mysore. En una entrevista, Doreswamy declaró que un profesor llamado Sheshagiri le ayudó en la circulación del diario en ese tiempo. También declaró que figuras literarias como R. K. Narayan y K. S. Narasimhaswamy eran visitantes frecuentes en su tienda de libro durante y después del movimiento de independencia.

## Actividades post-independencia
Durante los años 50, Doreswamy participó en el movimiento Bhoodan y el movimiento para la Unificación de Karnataka. Fue encarcelado por cuatro meses en 1975 después de que envió una carta a Indira Gandhi, tratando de lanzar una agitación contra ella por "actuar como una dictadora" durante la emergencia en India. Fue activo durante el movimiento JP contra la regla de Emergencia. Durante los años 80, estuvo implicado en varios movimientos por los derechos de los campesinos y otras comunidades marginalizadas y más tarde llegó a estar activo en el movimiento anticorrupción de la India.
Años más tarde, Doreswamy estuvo implicado en un número de agitaciones y comités que trabajaban contra la ocupación de cuerpos de agua y vertederos de basura cerca de áreas pobres dentro y fuera de Bangalore. The Hindu acredita su activismo en Bangalore con haber dirigido la construcción de seis nuevas plantas procesadoras de residuos en la ciudad en 2014. En octubre de 2014, dirigió una protesta antiocupación en Bangalore con el apoyo de A. T. Ramaswamy y el partido Aam Aadmi, reclamando la implementación del Acta de prohibición de la Posesión de Tierras de 2007 del gobierno estatal. La protesta llegó a su fin después de 38 días con el gobierno cediendo a las demandas. En 2016, lanzó un dharna 24/7 (atado a un poste) fuera del Suvarna Vidhana Soudha cuando las sesiones estaban siendo discutidas en la asamblea legislativa en Belgaum reclamando la subvención de terrenos para los sin tierras en el estado, lo cual forzó al ministro en jefe, Siddaramaiah a personalmente darle garantías de que la promesa sería mantenida. Estuvo también implicado en agitaciones contra el desahucio de adivasis de sus tierras tribales en el distrito Kodagu.
Doreswamy tuvo participación activa en las protestas en India de 2019-2020. Según él, la democracia del país era acechada por el gobierno de Narendra Modi y Amit Shah y que la situación creada por ellos está llegando a ser similares a aquella creada por el Raj británico. En respuesta, el Partido Bharatiya Janata en Karnataka lo habría atacado por alegar que era un agente paquistaní y un "anti nacional". El partido justificó los ataques declarando que él había hecho lo impensable por criticar al primer ministro, Narendra Modi.

## Vida personal
En 1950, Doreswamy se casó con Lalithamma, quién tenía 19 años de edad en ese entonces y con quien más tarde tuvo dos hijos. Lalithamma murió el 17 de diciembre de 2019 a la edad de 89 años. Doreswamy falleció el 26 de mayo de 2021 debido a un paro cardíaco.

## Premios
- 2017 - Recibió el Premio Gandhi Seva por proporcionar servicio excepcional a secciones empobrecidas de la sociedad por el Ministro en Jefe de Karnataka.[22]
- 2018 - Recibió el Basava Puraskara por el Gobierno de Karnataka a través de la liberación de la lista nacional de premiados de 2018.[23]
- 2019 - Premios de Excelencia en Periodismo Ramnath Goenka por logros durante su vida.[24]